# Милан Трајковић
Милан Трајковић (грч. Μίλαν Τραΐκοβιτς; Сурдулица, 17. март 1992) је кипарски атлетичар, који се такмичи у трчању на 110 м са препонама.

## Спортска каријера
Дана 23. јуна 2013. у Каунасу на 4. Европском екипном првенству Друге лиге поправио је национални рекорд Кипра на 110 м препоне постигнут 2009. са 13,81 (+0.9 м/с) на 13,67 (+0,8 м / с). Рекорд је 14, маја 2016. у Никозији побољшао на 13, 55 (- 0,4 м / с)..
На 23. Европско првенство на отвореном 2016. 8. јула побеђује у квалификацијама новим рекордом 13,39 по киши која је падала за време трке. У полуфиналу је био трећи у својој полуфиналној групи, са (13,40) којим се као последњи пласирао у финале у којем са (13,44), завршава као 5.
Свој деби на олимпијским играма Милан Трајковић је имао 2016. у Рио де Жанеиру. У полуфиналу трке 110 метара са препонама у својој полуфиналној групи заузима 2, место на новим националним рекордом 13,31. и постаје први кипарски спринтер у финалу олимпијских игра. У финалу је заузео 7. место.

## Значајнији резултати
| Год.  | Такмичење                    | Место                           | Пласман  | Дисциплина            | Резултат   | Детаљи |
| Кипар | Кипар                        | Кипар                           | Кипар    | Кипар                 | Кипар      | Кипар  |
| ----- | ---------------------------- | ------------------------------- | -------- | --------------------- | ---------- | ------ |
| 2011  | Европско јуниорско првенство | Талин, Естонија                 | 19.      | 110 м препоне (99 цм) | 14,30      |        |
| 2013  | Европско првенство у дворани | Гетеборг, Шведска               | 25.      | 60 м препоне          | 7,95       |        |
| 2013  | Игре малих земаља Европе     | Луксембург, Луксембург          | 1.       | 110 м препоне         | 14,03      |        |
| 2013  | Европско првенство У-23      | Тампере, Финска                 | 8.       | 110 м препоне         | 14.22      |        |
| 2014  | Игре Комонвелта              | Глазгов, Уједињено Краљевство   | 14.      | 110 м препоне         | 13,95      |        |
| 2014  | Европско првенство           | Цирих, Швајцарска               | 24.      | 110 м препоне         | 13,78      |        |
| 2015  | Европско првенство у дворани | Праг, Чешка                     | 19.      | 60 м препоне          | 7,83       |        |
| 2015  | Игре малих земаља Европе     | Рејкјавик, Исланд               | 1.       | 110 м препоне         | 13,86      |        |
| 2015  | Универзијада                 | Квангџу, Јужна Кореја           | 6.       | 110 м препоне         | 13,78      |        |
| 2016  | Европско првенство           | Амстердам, Холандија            | 5.       | 110 м препоне         | 13,44      |        |
| 2016  | Олимпијске игре              | Рио де Жанеиро, Бразил          | 7.       | 110 м препоне         | 13,41      |        |
| 2017  | Првенство Балкана у дворани  | Београд, Србија                 | 1.       | 60 м препоне          | 7,63       |        |
| 2017  | Европско првенство у дворани | Београд, Србија                 | 6.       | 60 м препоне          | 7,60       |        |
| 2017  | Светско првенство            | Лондон, Уједињено Краљевство    | 11.      | 110 м препоне         | 13,32      |        |
| 2018  | Светско првенство у дворани  | Бирмингем, Уједињено Краљевство | 2nd (sf) | 60 м препоне          | Диск.      |        |
| 2018  | Европско првенство           | Берлин, Немачка                 | 15.      | 110 м препоне         | 13.57      |        |
| 2019  | Европско првенство у дворани | Глазгов, Уједињено Краљевство   | 1.       | 60 м препоне          | 7,60       |        |
| 2019  | Светско првенство            | Доха, Катар                     | 8.       | 110 м препоне         | 13,87      |        |
| 2021  | Европско првенство у дворани | Торуњ, Пољска                   | 17.      | 60 м препоне          | 7,78       |        |
| 2021  | Олимпијске игре              | Токио, Јапан                    | 23.      | 110 м препоне         | 14,01      |        |
| 2022  | Светско првенство у дворани  | Београд, Србија                 | 7.       | 60 м препоне          | 7.62(.616) |        |

## Лични рекорди
Стање 15. март 2017.
| Дисциплина    | Време        | Место          | Датум            |              |
| на отвореном  | на отвореном | на отвореном   | на отвореном     | на отвореном |
| ------------- | ------------ | -------------- | ---------------- | ------------ |
| 110 м препоне | 13,31 (НР)   | Рио де Жанеиро | 16. август 2016. |              |
| у дворани     |              |                |                  |              |
| 60 м препоне  | 7,56 (НР)    | Београд        | 3. март 2017.    |              |